# August Kruse
August Kruse (russisch Август Генрихович Крузе; * 1941 in Saratow an der Wolga, UdSSR; † 6. August 2025) war ein russlanddeutscher lutherischer Geistlicher. Er war Bischof der Evangelisch-Lutherischen Kirche Ural, Sibirien und Ferner Osten (ELKUSFO) mit Sitz in Omsk und Erzbischof der Evangelisch-Lutherischen Kirche in Russland (ELKR).

## Leben und Wirken
Seine frühe Kindheit verlebte August Kruse in der Gegend von Abakan in Sibirien, wohin seine wolgadeutsche Familie zwangsweise umgesiedelt worden war. Im Jahre 1949 kam er nach Krasnoturjinsk, wo seine Familie sich ein neues Zuhause schuf. Drei Jahre lang leistete Kruse den Armeedienst und nahm danach eine Arbeit im Aluminiumwerk in Krasnoturjinsk auf. In diesem Werk arbeitete er 28 Jahre lang und ging dann aufgrund der gesundheitsschädlichen Tätigkeit bereits mit 50 Jahren in Rente.
Schon seit Ende seiner Armeezeit hatte August Kruse engen Kontakt zur lutherischen Gemeinde in Krasnoturjinsk, die damals allerdings noch im Untergrund arbeitete. Erst 1990 war es möglich, dass alle lutherischen Gemeinden der Stadt zusammen Weihnachten feierten. August Kruse wurde verantwortlicher Leiter dieser Gemeinde. Hierzu waren seine Deutschkenntnisse, die er sich mit Hilfe seiner Familie selbst erworben hatte, sehr förderlich, auch wenn heute die sibirische Kirche sich in einem unumkehrbaren Wechsel vom Deutschen zum Russischen befindet.
Vom damaligen Bischof Nikolaus Schneider (1920–1996) wurde Kruse zum Prediger ordiniert, mit allen Befugnissen eines Pfarrers. Bereits 1993 wurde er Propst im Ural und Stellvertreter des Bischofs. Bis zu seiner Wahl zum Erzbischof 2009 nahm er das Bischofsamt seiner sibirischen Heimatkirche, der Evangelisch-Lutherischen Kirche Ural, Sibirien und Ferner Osten, wahr.
Im September 2009 wurde Kruse als Nachfolger von Edmund Ratz zum Erzbischof der ELKRAS gewählt und in sein Amt eingeführt. Seit der Wiedergründung dieser Kirche war er damit ihr vierter leitender Bischof. Sein Nachfolger im Bischofsamt der ELKUSFO war seit Oktober 2010 bis zu dessen Ableben im September 2016 Otto Schaude. 2012 trat er von seinem Amt zurück; seine Nachfolge übernahm (bis 2014 zunächst kommissarisch) Dietrich Brauer.
Kruse lehnte die Ordination von Frauen ab und machte liberale Tendenzen, die aus Deutschland in seine Kirche vorgedrungen seien, für eine Zerstörung seiner Kirche verantwortlich.